# Sundaland
Le Sundaland (également francisé sous le nom de Sondeland) est un ensemble biogéographique du sud de l'Écozone indomalaise, comptant entre autres la Péninsule Malaise et une partie des Grandes îles de la Sonde. Il est défini par Conservation International comme un point chaud de biodiversité.

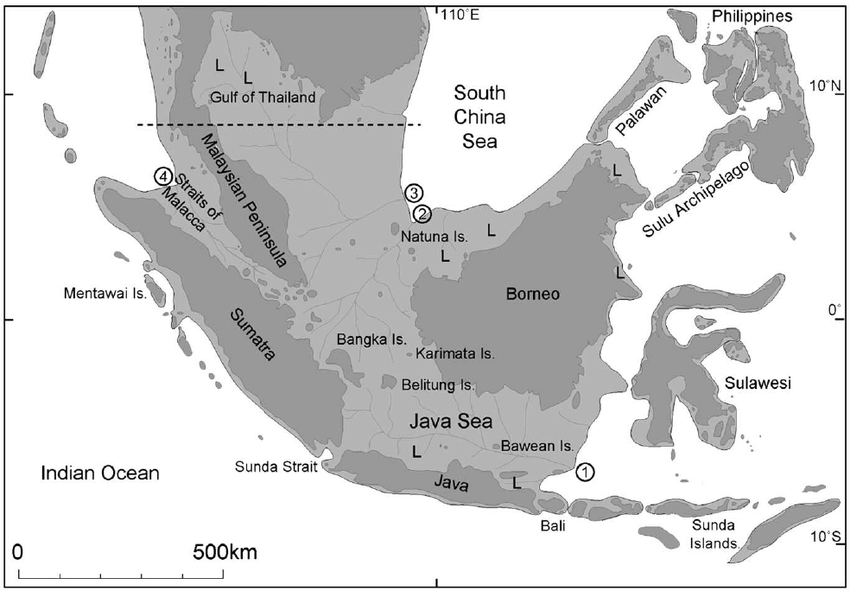
Sundaland pendant le dernier maximum glaciaire.

## Définition

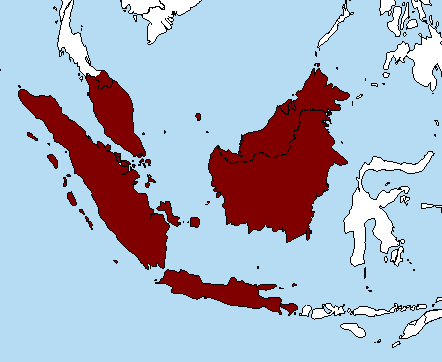
Carte du Sundaland

Le Sundaland se compose de la péninsule Malaise (Provinces thaïlandaises de Narathiwat, de Pattani et de Yala, Malaisie péninsulaire, Singapour), Bornéo (incluant les États malais de Sabah et de Sarawak, ainsi que les provinces indonésiennes de Kalimantan et le Sultanat de Brunei), Sumatra, Java dont Madura, Bali. Ainsi que plusieurs petits archipels et îles alentour : îles Riau (Malaisie), îles Bangka Belitung, îles Mentawai, Enggano et Nias (Indonésie), îles Nicobar (Inde). Cet ensemble biogéographique forme un territoire de 1 501 063 km² incluant donc certaines des plus grandes îles du monde dont les plus grandes d'Insulinde :  Bornéo (725 000 km² - la 3e plus grande île du monde, partagée entre Indonésie, Malaisie et Brunei) et Sumatra (473 481 km² - 6e du monde), ainsi que Java (138 794 km² - 12e du monde, 4e en Indonésie).

## Histoire

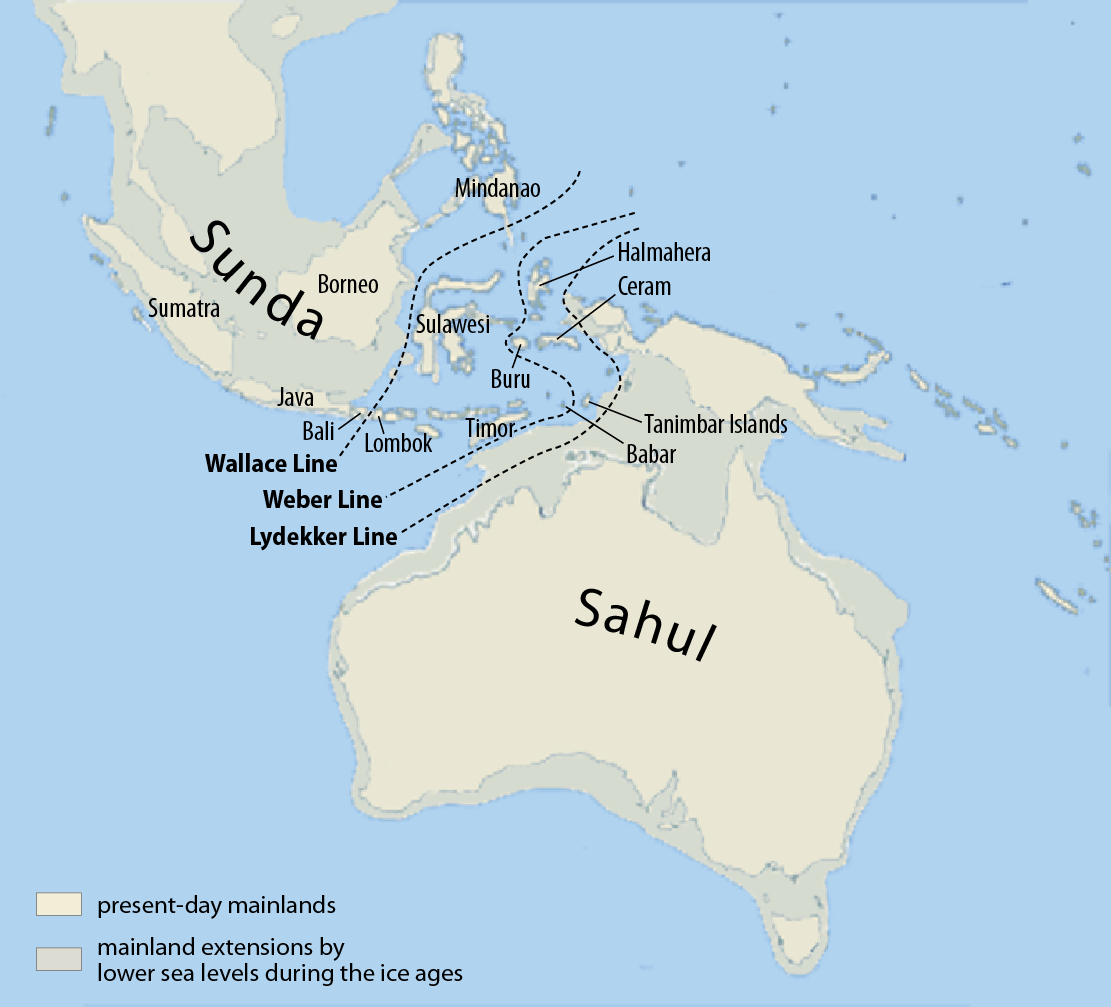
Carte représentant les deux masses continentales du Sunda et du Sahul. Le niveau de la mer étant de 100m. inférieur au niveau actuel entre 21 000 et 18 000 BP. (LGM)

Le Sundaland possède une histoire géologique complexe. En effet la région est incluse dans un espace beaucoup plus grand appelé Sunda (également appelé la Sonde), qui forme une masse continentale incluant donc l'Asie du sud-est continentale ainsi que Bornéo, Java, Sumatra et Bali. Ces îles ont constamment été séparées ou reliées de l'Asie continentale à travers la montée ou la baisse du niveau de la mer imputée aux glaciations du Pléistocène. Raison pour laquelle la faune et - dans une moindre mesure - la flore sont très similaires à ce que l'on trouve en Asie du sud-est continentale : tigres, rhinocéros, primates, etc. Plus au sud, la ligne Wallace, nommée d'après le naturaliste Alfred Russel Wallace sépare l'écozone indomalaise avec l'écozone australasienne, formant une zone tampon, biologiquement mixte, appelée Wallacea.
Il suffit d'une baisse du niveau de la mer de 50 mètres pour que les actuelles îles de Sumatra, Java et Kalimantan soient joignables par voie terrestre depuis le continent asiatique. La liaison entre Kalimantan, Java, Sumatra et la péninsule malaise semble avoir été constante de 85 000 ans à 11 000 ans avant le présent (sauf pour Kalimantan, isolée vers 70 000 ans avant le présent). La surface du Sundaland a doublé il y a 30 000 ans, jusqu'au dernier maximum glaciaire, soit il y a 21 000 ans environ. Après le dernier maximum glaciaire, la fonte des glaces entraîne une remontée du niveau de la mer et par conséquent un remodelage géographique.

## Peuplements
Cette insularisation progressive a eu également un rôle important pour les populations humaines. Deux théories s'affrontent. 
La première théorie suppose qu'il y a environ 4 000 ans, des migrations de peuplades austronésiennes ont eu lieu de Taïwan vers les Philippines. De nouvelles migrations commencent bientôt des Philippines vers Sulawesi et Timor et de là, vers les autres îles de l'archipel indonésien. 
Une autre étude menée par l'Université de Leeds et publiée dans la revue Molecular Biology and Evolution suppose, à travers une étude du chromosome mitochondrial, qu'il y aurait un héritage paternel dans la majorité des habitants d'Indonésie et d'Océanie provenant de populations établies dans la région depuis le Pléistocène (c'est-à-dire il y a plus de 10 000 ans avant le présent, donc antérieurement aux migrations austronésiennes). Cette étude montre par ailleurs un apport génétique chez les Indonésiens en provenance du nord (Philippines et Taïwan) associé à des populations d'agriculteurs, donc datant du Néolithique.

## Caractéristiques

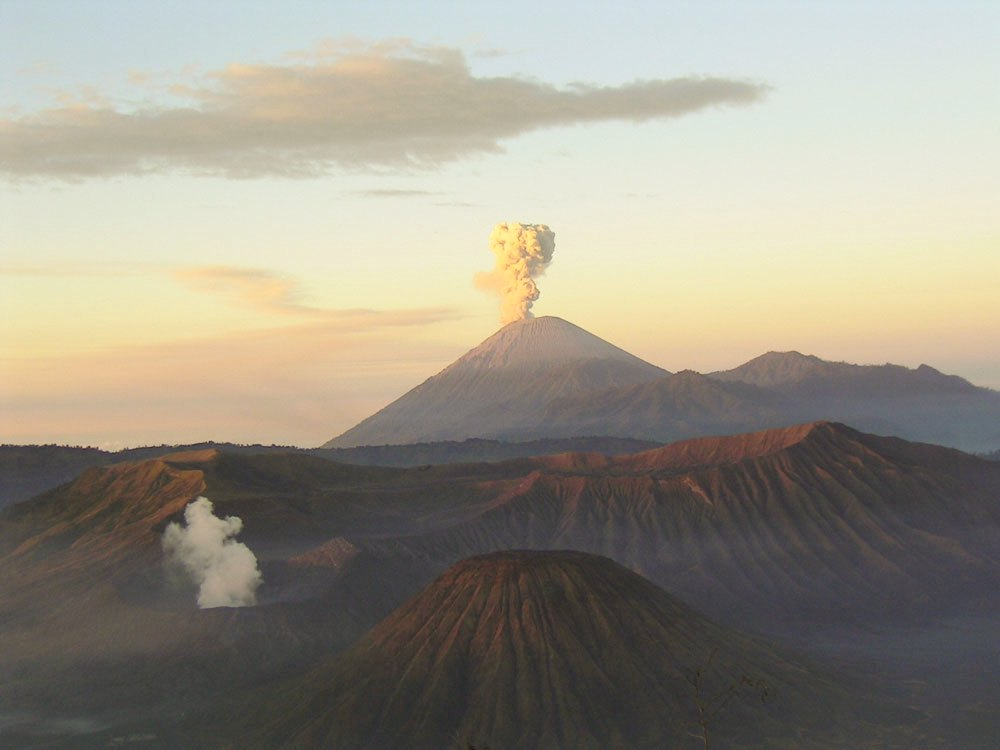
Mont Bromo (2329 m - Java) en 2004

Située entre les 10e parallèles nord et sud et traversé de part en part par l'équateur une grande partie de la région possède un climat équatorial, caractérisé par une température moyenne de 26,9 °C toute l'année et des précipitations abondantes et régulières (voire quotidiennes), ainsi que des zones au climat de mousson tropicale - à Java notamment - avec des saisons sèches et humides plus marquées. Les précipitations vont de 1665 mm/an à Jakarta à plus de 4290 mm/an à Padang (Sumatra - Indonésie), avec une moyenne sur l'ensemble de la zone de 2500 mm/an. Avec la combinaison de différents mouvements de moussons on observe des variations - plus ou moins importantes des précipitations - avec une baisse en fin d'hiver (janvier, février, mars) et en été (juin, juillet, août), qui reste très variable selon la localisation. De ce fait la végétation est composé majoritairement de forêts tropicales de plaines ou de montagnes, de mangroves, ainsi que de forêts tropicales de tourbières (à Sumatra et Bornéo surtout). Les zones de haute altitude comportent également des prairies alpines et des forêts de conifères. Situé intégralement le long de la Ceinture de feu du Pacifique ce point chaud est donc très actif avec des séismes fréquents (comme celui du 26 décembre 2004 qui tua pour la seule Indonésie près de 166 320 personnes ), mais également de très nombreux volcans parmi les plus actifs du monde. Les éruptions des volcans Toba, Krakatoa ou Tambora furent parmi les plus dévastatrices de l'Histoire de l'humanité, alors que le Merapi est entré en éruption en 2010, soit pour la 49e fois depuis 1548. La plupart de ces volcans sont situés à Sumatra et Java car ces deux îles sont en bordure de la Plaque de la Sonde, qui est une zone de subduction (donc une zone sismique) de la Plaque australienne. La Péninsule malaise et Bornéo étant situés au cœur de cette plaque tectonique, sont très peu touchés par les séismes et ne possèdent aucun volcan important. La zone est donc très montagneuse, avec de nombreux pics (principalement volcaniques) dépassant les 3000 m: le Mont Kerinci à Sumatra (3800 m), une dizaine de volcans à Java de plus de 3000 m dont le Mont Semeru (3676 m) ainsi que le Mont Agung à Bali (3142 m). Paradoxalement le site le élevé de ce point chaud n'est pas un volcan mais un massif plutonique, le Mont Kinabalu situé sur la Chaîne Crocker à Sabah (Malaisie orientale) culmine en effet à 4095 m d'altitude, ce qui en fait la montagne la plus élevée de Malaisie et de Bornéo, ainsi que le point le plus haut sur un rayon de plus de 2500 km entre le Hkakabo Razi (5881 m - Birmanie) et le Puncak Jaya (4884 m - Papouasie occidentale, Indonésie).

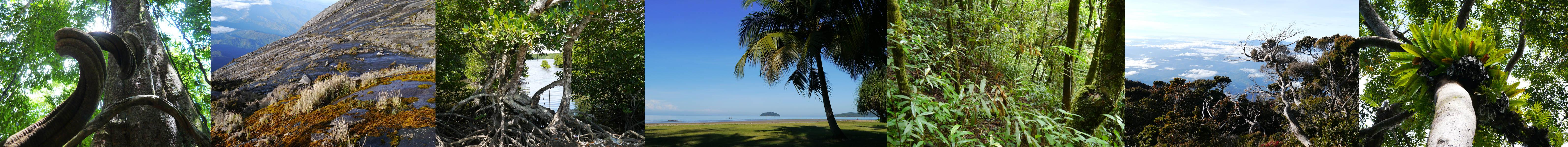
Panorama de la végétation du Sundaland (Bornéo): Forêt tropicale de plaines, Prairies alpines au Mont Kinabalu, Mangroves, Plage à Kota Kinabalu, Forêts tropicales de montagnes, Bosquets de bruyères et de rhododendrons au Mont Kinabalu, Forêt tropicale de plaines avec fougères Asplenium.

La liste des écoregions du Sundaland selon WWF:
- Forêts tropicales et subtropicales humides
  - Borneo lowland rain forests (Bornéo)
  - Borneo montane rain forests (Bornéo)
  - Borneo peat swamp forests (Bornéo)
  - Eastern Java–Bali montane rain forests (Bali, Java)
  - Eastern Java–Bali rain forests (Bali, Java)
  - Mentawai Islands rain forests (Îles Mentawai)
  - Peninsular Malaysian montane rain forests (Péninsule malaise)
  - Peninsular Malaysian peat swamp forests (Péninsule malaise)
  - Peninsular Malaysian rain forests (Îles Anambas, Péninsule malaise)
  - Southwest Borneo freshwater swamp forests (Bornéo)
  - Sumatran freshwater swamp forests (Sumatra)
  - Sumatran lowland rain forests (Sumatra, Nias, Île Bangka)
  - Sumatran montane rain forests (Sumatra)
  - Sumatran peat swamp forests (Sumatra)
  - Sundaland heath forests (Indonésie)
  - Western Java montane rain forests (Java)
  - Western Java rain forests (Java)

- Forêts tropicales et subtropicales de conifères
  - Sumatran tropical pine forests (Sumatra)

- Prairies et broussailles de montagnes
  - Kinabalu montane alpine meadows (Bornéo)

- Mangroves
  - Sunda Shelf mangroves (Bornéo, Sumatra, Îles Riau).

## Biodiversité
En tant que point chaud de biodiversité, le Sundaland est extrêmement riche en espèces animales et végétales. Il est composé de deux pays mégadivers que sont la Malaisie et l'Indonésie et entouré en plus par trois autres points chauds de biodiversité : Philippines, Indo-Burma (Asie du sud-est continentale) et Wallacea (Sulawesi, Moluques, Petites îles de la Sonde). Il forme donc un carrefour biologique d'une très grande importance et d'une immense richesse.

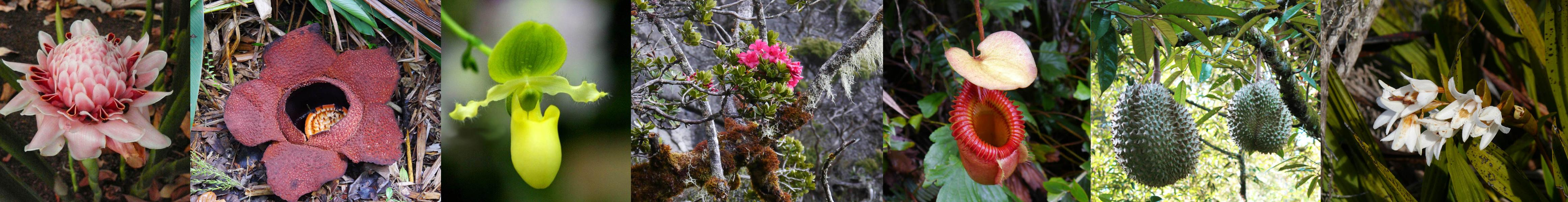
Panorama de la Flore du Sundaland: Etlingera elatior, Rafflesia arnoldii, Paphiopedilum primulinum, Rhododendron rugosum, Nepenthes villosa, Durio zibethinus, Coelogyne papillosa.

La diversité végétale est l'une des plus élevées de la planète avec quelque 25 000 espèces de plantes dont près de 15 000 sont présentes nulle part ailleurs soit 60 % d'endémisme. On retrouve entre autres une famille endémique (les Scyphostegiaceae avec une unique espèce Scyphostegia borneensis propre à Bornéo) et 117 genres endémiques : 59 à Bornéo, 17 à Sumatra et 41 en Péninsule malaise. Bornéo, plus que les autres espaces du Sundaland, possède une diversité énorme. On y trouve près de 3 000 espèces d'arbres, incluant 265 espèces de Dipterocarpaceae (l'essence dominante dans les forêts tropicales asiatiques) dont 155 endémiques. Sumatra possède une douzaine d'espèces de Dipterocarpaceae endémiques sur une centaine d'espèces. On trouve également une abondance de palmiers: Cyrtostachys, Nypa, Myrialepis, Calamus, etc. 
C'est également dans le Sundaland que l'on trouve les deux plus grandes fleurs de la planète: la Rafflesia arnoldii qui est la plus grande fleur unique du monde et l'Amorphophallus titanum, qui est une fleur composée, présent respectivement sur Bornéo et Sumatra. On compte également plus de 3 000 espèces d'orchidées : Vanda, Phalaenopsis, Paphiopedilum, Dendrobium, Coelogyne, Bulbophyllum, etc. La forte variation d'altitude permet la naissance d'une végétation isolée du reste des forêts tropicales de plaines. C'est le cas des forêts de conifères avec comme essence dominante le Pin de Sumatra (Pinus merkusii). Autour du Mont Kinabalu la végétation varie fortement via l'altitude avec des forêts de brouillards puis des forêts de bruyères d'altitude incluant une abondance de népenthes, d'ericaceae, de rhododendrons, de theaceae, de fougères, etc.   			

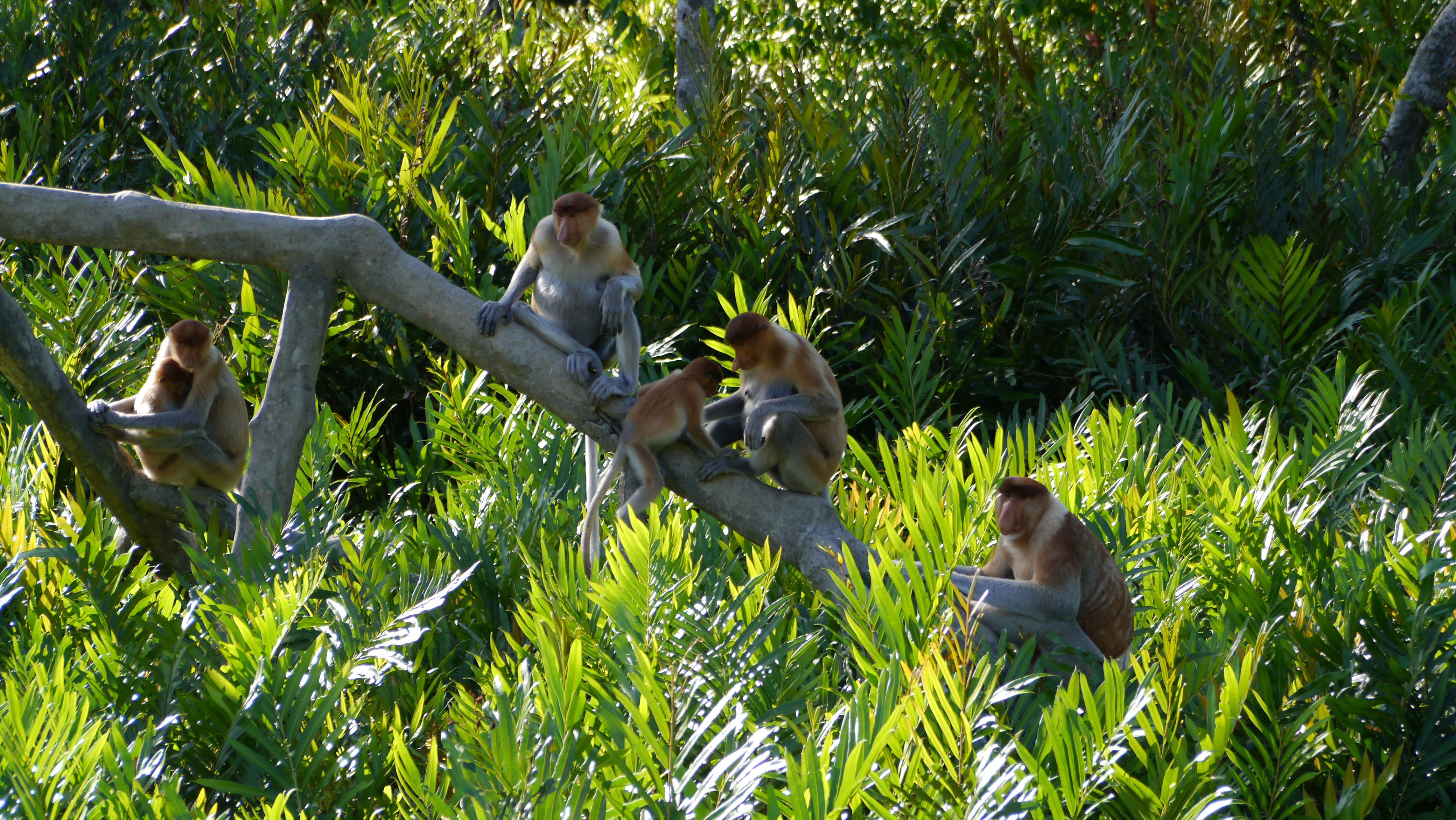
Groupe de nasiques au Labuk Bay Proboscis Monkeys Sanctaury. Sabah, Malaisie

La diversité animale est également énorme. 
- Oiseaux : on retrouve pas moins de 769 espèces d'oiseaux donc presque 20 % sont endémiques soit 142 espèces. Le Sundaland abrite six EBA (Endemic Birds Area) : Bornean Mountains, Sumatra and Peninsular Malaysia, Enggano, the Java and Bali Forests, and the Javan Coastal Zone [6]. L'avifaune de Sumatra et de la péninsule malaise sont très proches avec la plupart des espèces présentes dans les deux régions. C'est également le cas de Java et Bali. Bornéo plus isolé géographiquement possède 632 espèces et pas moins de 43 endémiques[7] dont une vingtaine sont propres aux zones montagneuses du centre de l'île. Parmi les groupes les plus emblématiques du Sundaland on peut citer les Faisans, Pigeons, Calaos, Pics, Brèves, Bulbuls, Souïmangas, etc.
- Mammifères : il existe 380 espèces de mammifères dont presque la moitié - 170 espèces - sont endémiques. On retrouve 17 genres endémiques sur 136.

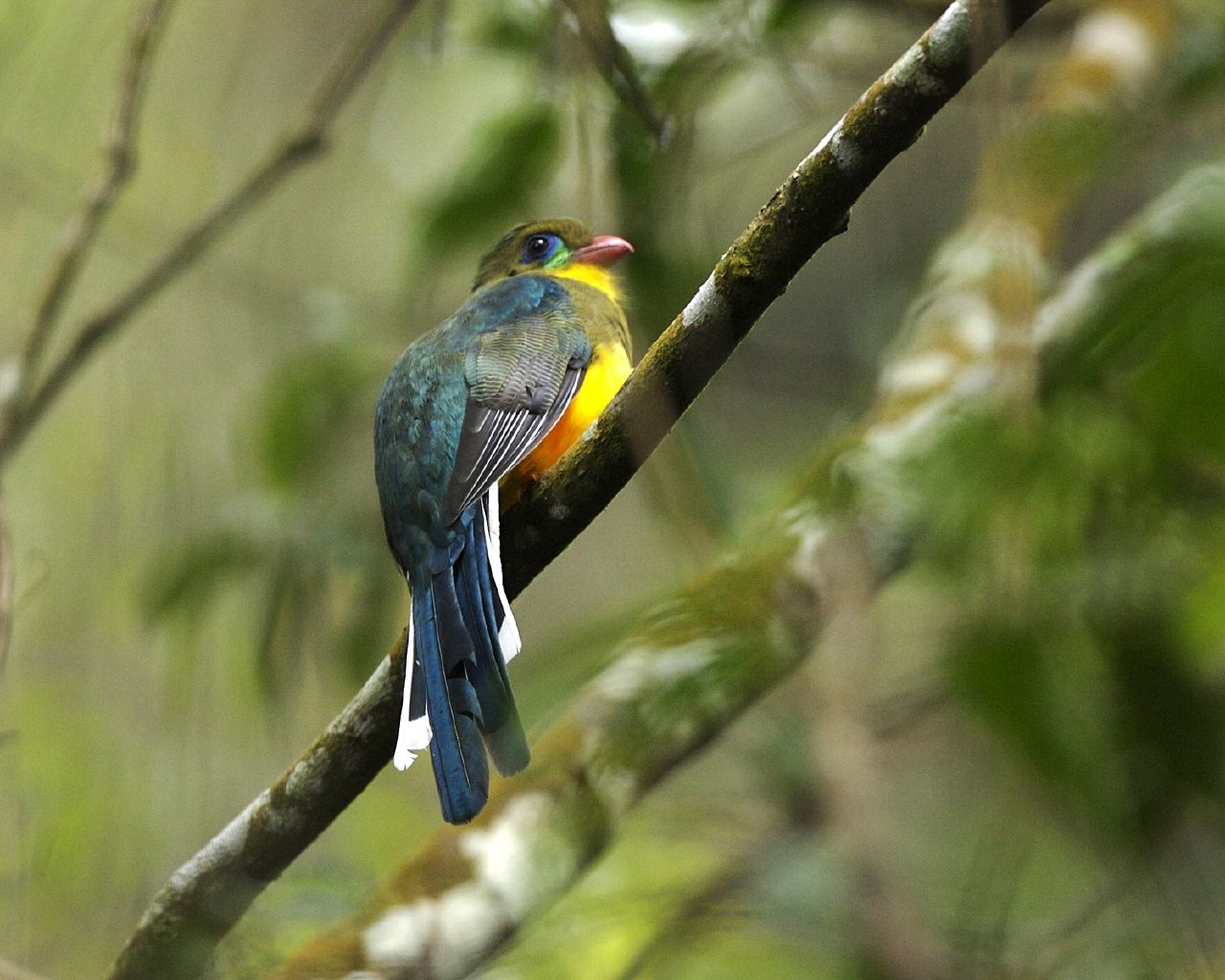
Le Trogon de Reinwardt, menacé, est endémique à l'ouest de Java.

Parmi ces espèces plusieurs sont gravement menacées comme les orangs-outans, le Nasique, le Rhinocéros de Java ainsi que le Tigre dont deux des quatre sous-espèces présentes dans ce point chaud ont disparu : à savoir le Tigre de Java et de Bali. On ne trouve plus que le Tigre de Sumatra et de Malaisie, tous deux gravement menacés.
- Reptiles et Amphibiens : l'endémisme des reptiles et des amphibiens dans le Sundaland est très élevé avec respectivement 53,8 % (243 sur 452 espèces) et 80,3 % (196 sur 244). Parmi les reptiles les plus singuliers reste le Faux Gavial présent en Péninsule malaise, à Sumatra et à Bornéo, où il est en danger d'extinction. Les amphibiens endémiques sont représentés par les genres Leptophryne, Pseudobufo, Phrynella et Gastrophrynoides.
- Poissons d'eau douce : sur près de 950 espèces de poissons 350 environ sont endémiques de ce point chaud. Bornéo compte à elle seule 450 espèces, mais encore peu de recherches sont effectuées dans ce domaine et il est possible qu'il existe plus de 1 400 espèces en tout[8].

## Menaces
La plus grande menace de cette région est de loin la déforestation. Ce problème est aussi récent qu'intense. Le bois (teck, ébène, etc.) est utilisé pour la mobilier et le papier avec une très forte demande étrangère (États-Unis, Europe, Japon, Chine) alors que dans le Sundaland les terrains ainsi défrichés sont utilisés pour les cultures de l'hévéa (Malaisie 1er producteur mondial), du Palmier à huile (Indonésie 1er producteur mondial), ainsi que divers autres cultures incluant des essences utilisées pour la pâte à papier comme l'eucalyptus. 
On estime que l'Indonésie aurait perdu 30,8 % de ses forêts primaires entre 1990 et 2005, et que depuis les années 1990 ce pays représente en termes de surfaces 16 % des zones déboisées dans le monde. La Malaisie a perdu 6,6 % de ses forêts primaires pour la même période.
Si la Malaisie possède des programmes de protection de l'environnement relativement efficaces, l'Indonésie reste un pays très corrompu (100e sur 182 pays, selon Transparency International) avec de nombreux problèmes de déforestation au sein même des parcs nationaux, comme le Bukit Barisan Selatan National Park ou le Gunung Palung National Park. Le programme indonésien dit de « transmigration » instauré pendant la période coloniale, puis continué sous Soekarno, consiste à déplacer des populations de Java ou Bali qui sont des zones particulièrement surpeuplées pour les envoyer dans d'autres îles indonésiennes comme Sumatra, Bornéo, la Papouasie occidentale ou Sulawesi, augmentant ainsi la pression anthropique dans ces régions. La déforestation en plus rend les forêts plus éparses laissant apparaître des trouées où la végétation plus sèche s'embrase facilement, détruisant un peu plus les forêts primaires. 
En 1997 après des périodes de sécheresse les feux de forêts ont détruit plus de 30 000 hectares à Kalimantan et 15 000 à Sumatra. 

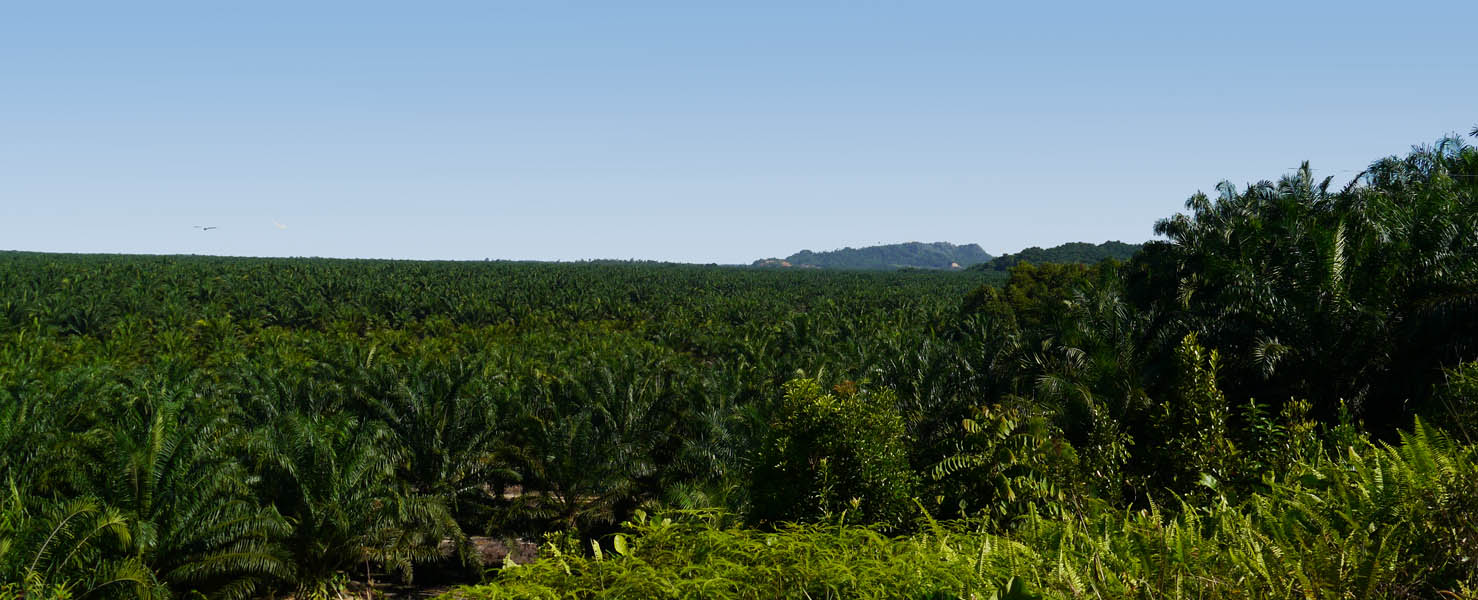
Les plantations à perte de vue de palmiers à huile dans le Sundaland ne sont pas rares et sont une des plus grandes menaces pour la flore et la faune de ce point chaud. Sarawak, Malaisie orientale.

Plus insidieusement le braconnage reste un problème préoccupant. Les tigres et les rhinocéros sont fortement chassés, car leur peau, corne et divers organes sont utilisés dans la pharmacopée chinoise. Mais c'est également le cas d'autres animaux capturés par milliers tels que les ours malais, les tortues, les pangolins, geckos, singes, etc. L’Indonésie est l'un des premiers pays producteurs de peaux de serpents, dont le rare Python réticulé. La plupart des espèces de tortues du Sundaland sont en déclin, car exportées massivement en Asie orientale pour l'alimentation, la médecine ou l'artisanat. Les quelque 700 espèces d'oiseaux de la région, dont beaucoup sont très colorés, représentent un marché énorme pour les oiseaux de cage, menant certaines espèces telles que l'Étourneau de Bali à la quasi-disparition. 
De plus la densité humaine est élevée avec 153 habitants/km². Cela représente environ 230 millions de personnes incluant entre autres toute la population malaise (28 250 000 d'habitants), ainsi que la plus grande partie de la population indonésienne. Java avec 132 941 000 d'habitants est de loin l'île la plus peuplée du monde (Seule, elle serait le dixième pays le plus peuplé du monde, plus que le Japon, et, avec plus de 1 000 habitants/km², c'est l'une des îles le plus densément peuplées au monde). Sumatra et Bornéo sont respectivement 4e et 11e.
Sur 1,5 million de km², seuls 700 000 km2 de forêts persistent et seulement 100 000 km2 sont considérés comme à peu près intacts, principalement dans les régions montagneuses de la Péninsule malaise, de Sumatra et Bornéo.

## Conservation

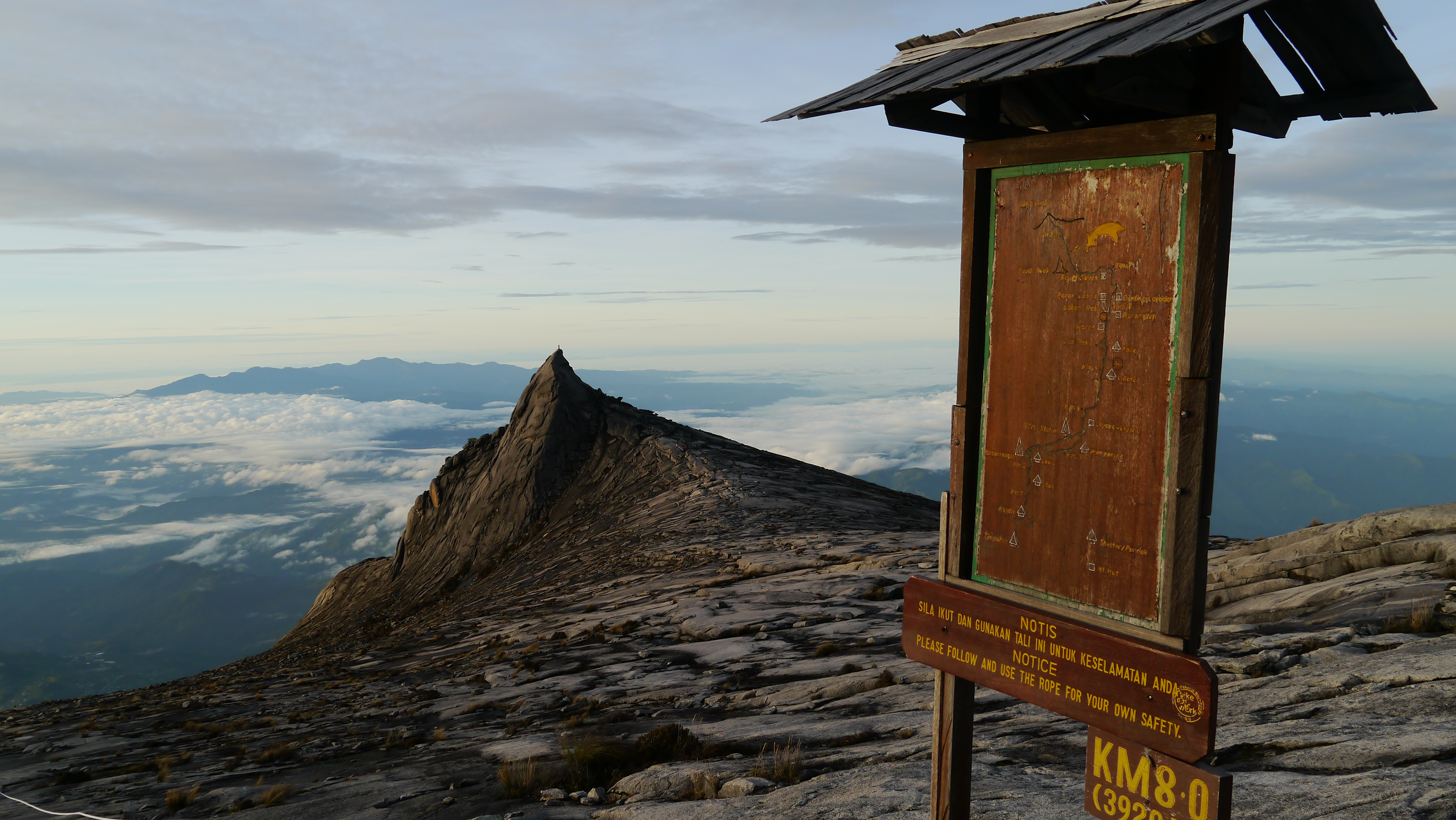
Le panneau indiquant les 3933m du South Peak, un des plus hauts sommets du Mont Kinabalu, dans le parc du même nom, en Malaisie. Ce parc fait partie de ces réserves naturelles de montagnes, très bien aménagées et protégées.

Dans l'ensemble de la région, 179 723 km2 sont protégés (soit 12 % de la zone) mais seuls 77,408 km2 (5,2 % du hotspot) font partie des catégories I à IV de l'UICN (c'est-à-dire les catégories qui possèdent la plus forte protection). De plus les zones les plus protégées se concentrent surtout en montagnes, privant ainsi les forêts tropicales de plaines d'une protection réellement efficace. Il apparaît aussi qu'il y a sur l'étendue de ce territoire des degrés très divers en matières de protection : certains parcs comme le Parc national du Kinabalu à Sabah, Parc national Gunung Gede Pangrango  à Java ou encore le Sanctuaire faunique de Hala Bala en Thaïlande possèdent une protection efficace, alors que d'autres tels que le Parc national de Kutai, à Kalimantan a été, entre les feux de forêt, la sécheresse et le déboisement illégal, en grande partie détruit. Pour assurer une protection réelle il est nécessaire comme dans beaucoup de pays en développement d'influer sur les populations locales à travers l'éducation notamment. 

À Bornéo les réserves transfrontalières sont un bon moyen de coopération internationale entre la Malaisie et l'Indonésie avec par exemple le Sanctuaire faunique de Lanjak-Entimau et le Parc National Batang Ai au Sarawak qui sont contigus avec les Réserves de Gunung Bentuang et de Karimun au Kalimantan. Il existe également des réserves de ce genre entre la Thaïlande et la Malaisie. 

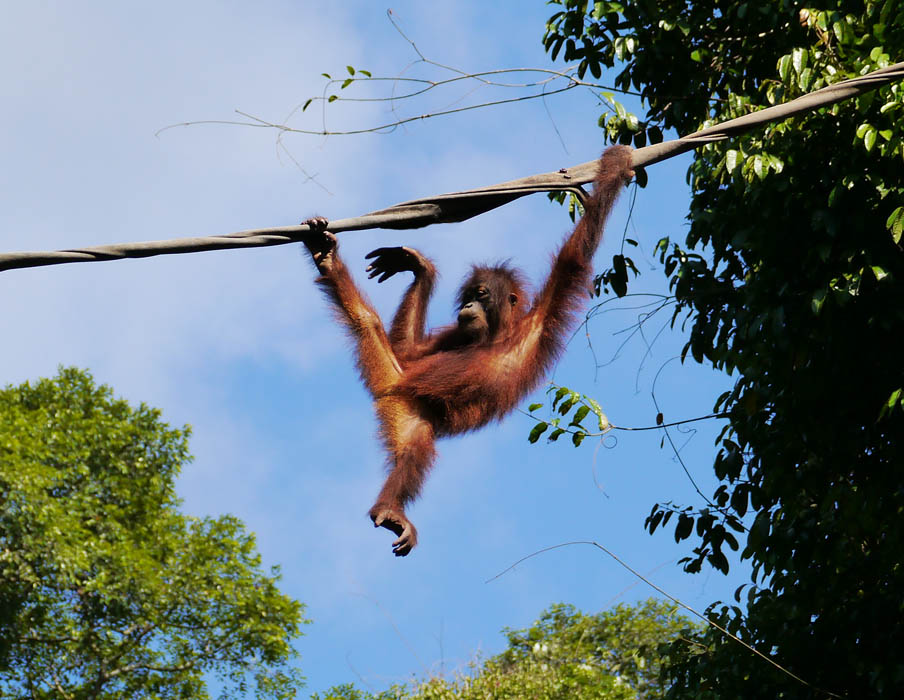
Le Sepilok Orangutan Rehabilitation Centre (Sepilok, Sabah, Malaisie) est l'un des leaders dans la protection et la réhabilitation des orang-outans de Bornéo

Le Sultanat de Brunei, avec ses immenses réserves de combustibles fossiles off-shore, n'a pratiquement pas eu à développer la sylviculture ou l'agriculture, de ce fait près il reste environ 80 % de zones boisées dont 60 % sont intactes. De plus, le gouvernement limite strictement la coupe de bois, et interdit son exportation. De ce fait, une grande partie du territoire est constitué de réserves naturelles dont le Parc national Ulu Temburong .

Une initiative importante est également l'extension de réserves naturelles déjà existantes. En 2004 le gouvernement indonésien  en association avec le CEPF (Critical Ecosystem Partnership Fund - "Groupe de travail du fonds multi-bailleurs pour les écosystèmes en danger critique" en français) a prévu la création de 12 nouvelles zones protégées donc le corridor de Tesso Nilo-Bukit Tiga Puluh reliant quatre réserves naturelles entre elles dans le centre de Sumatra créant ainsi une zone protégée de 3 millions d'hectares.

Le gouvernement indonésien s'est aussi engagé dans une gestion durable des forêts et la transformation des anciennes zones de sylviculture en zones protégées. Avec le très grand étirement géographique et culturel de l'Indonésie il est nécessaire que les initiatives viennent également des gouvernements locaux, comme avec la création en 2004 du Parc national de Batang Gadis dans le nord de Sumatra. Le rôle des ONG telles que BirdLife International, WWF ou encore Conservation International est également très important.